# Agathiopsis
Agathiopsis là một chi bướm đêm thuộc họ Geometridae.

## Các loài
- Agathiopsis basipuncta Warren, 1896
- Agathiopsis maculata Warren, 1896